# Albert von Kalinowski
Wilhelm Georg Felix Albert von Kalinowski (* 31. Oktober 1826 in Wesel; † 8. Mai 1887 in Kassel) war ein preußischer Generalmajor und Kommandeur der 17. Infanterie-Brigade.

## Leben

### Herkunft
Albert war ein Sohn des preußischen Majors und Chef der Garnisonskompanie der 14. Division Alexander von Kalinowski (1775–1836) und dessen Ehefrau Josefine, geborene Klose (1792–1861). Sein Bruder Hermann (1823–1896) wurde preußischer Generalmajor.

### Militärkarriere
Nach dem Besuch des Gymnasiums in Wesel sowie der Kadettenhäuser in Potsdam und Berlin wurde Kalinowski am 10. August 1843 als charakterister Sekondeleutnant dem 16. Infanterie-Regiment der Preußischen Armee überwiesen. Anfang Januar 1844 erhielt er das Patent zu seinem Dienstgrad. Zu Ausbildungszwecken war er im Herbst 1848 zur Gewehrfabrik nach Sömmerda sowie von April bis September 1855 zum Infanterie-Lehrbataillon kommandiert. Am 13. Mai 1856 zum Premierleutnant befördert, war er vom 21. Februar 1857 bis zum 17. Juni 1859 als Kompanieführer beim II. Bataillon im 16. Landwehr-Regiment in Iserlohn kommandiert. Während dieses Kommandos rettete er einen Knecht mit Namen Wiggen vor dem Ertrinken aus einem Teich bei Bochum und wurde dafür am 17. November 1857 mit der Rettungsmedaille am Band ausgezeichnet. Nach seiner Beförderung zum Hauptmann erfolgte am 1. Mai 1860 seine Kommandierung zum 16. kombinierten Infanterie-Regiment, aus dem Anfang Juli 1860 das 7. Westfälische Infanterie-Regiment Nr. 56 hervorging. Kalinowski wurde am 19. September 1860 zum Kompaniechef ernannt und in dieser Eigenschaft am 23. Februar 1861 in sein Stammregiment zurückversetzt. Während der Mobilmachung anlässlich des Deutschen Krieges war er 1866 Führer des Besatzungsbataillons Soest des Landwehr-Regiments Nr. 16.
Als Major wurde Kalinowski am 22. März 1868 zum Kommandeur des II. Bataillons ernannt und übernahm am 1. Oktober 1869 das I. Bataillon, dass er bis zu seiner schweren Verwundung in der Schlacht bei Vionville am 16. August 1870 während des Krieges gegen Frankreich führte. Ausgezeichnet mit dem Eisernen Kreuz und dem Mecklenburgischen Militärverdienstkreuz II. Klasse wurde er nach seiner Gesundung am 22. März 1873 zum Oberstleutnant befördert. Am 27. Mai 1875 wurde er dem 1. Westpreußischen Grenadier-Regiment Nr. 6 aggregiert und zur Vertretung des Regimentskommandeurs kommandiert. Unter Stellung à la suite beauftragte man Kalinowski am 15. Juni 1875 zunächst mit der Führung dieses Verbandes und ernannte ihn am 22. Juli 1875 zum Regimentskommandeur. Er stieg Ende März 1876 zum Oberst auf und wurde am 11. März 1882 unter Stellung à la suite seines Regiments als Kommandeur der 17. Infanterie-Brigade nach Glogau versetzt. In dieser Eigenschaft avancierte Kalinowski Ende März 1882 zum Generalmajor und erhielt am 13. September 1882 den Roten Adlerorden II. Klasse mit Eichenlaub. Infolge seiner im Krieg erlittenene Verwundung musste er seinen Abschied einreichen und wurde am 15. Mai 1883 mit Pension zur Disposition gestellt. Er starb am 8. Mai 1887 in Kassel.

### Familie
Kalinowski heiratete am 9. September 1862 in Minden Hedwig von dem Busche-Haddenhausen (1832–1873). Das Paar hatte mehrere Kinder:
- Felix (1863–1918), preußischer Major a. D.
- Hedwig (* 1868)
- Albert (1870–1915), gefallen bei Podotzje

Nach dem Tod seiner ersten Frau heiratete er am 22. April 1885 in Unna Maria Otten (1844–1911).